# Epik High
Epik High (Hangul: 에픽하이) ist eine südkoreanische Alternative-Hip-Hop-Gruppe der zweiten K-Pop-Generation aus Seoul, bestehend aus Tablo, Mithra Jin und DJ Tukutz. Sie sind dafür bekannt, dass sie im Laufe ihrer Karriere, in der sie seit ihrem Debüt im Jahr 2003 elf Studioalben veröffentlicht haben, verschiedene Genres und Stile des Hip-Hop miteinander kombiniert haben, und dass sie in ihren Texten unterschiedliche Themen behandeln. Zwischen 2010 und 2012 legte die Gruppe eine Pause ein, während der zwei der Mitglieder ihren Militärdienst vollbracht hatten. Nach ihrer Rückkehr nahm YG Entertainment am 25. Juli 2012 Mithra Jin und DJ Tukutz unter Vertrag, wobei Tablo bereits ein Soloalbum unter dem Label veröffentlicht hatte. Sie erhielten internationale Anerkennung, gewannen mehrere Musikpreise in Südkorea und traten als erster koreanischer Act bei Coachella auf.

## Geschichte

### 2001–2005: Karrierestart und Durchbruch
Epik High wurde 2001 nach der Rückkehr von Frontmann Tablo nach Südkorea gegründet, nachdem er in Vancouver und Stanford studiert hatte. Mit Mithra Jin und DJ Tukutz machte die Gruppe ihre Anfänge in der Underground Hip-Hop Szene in Seoul, wo sie mit anderen koreanischen Hip-Hop-Gruppen wie CB Mass und als Teil der "Movement Crew" auftraten, einer der größten Hip-Hop Crews der damaligen Zeit in Südkorea. Da das Genre beim Mainstream-Publikum unpopulär war, war die Gruppe zu Beginn ihrer Karriere relativ unbekannt. Kritiker sahen wenig Markt für die "lyrisch komplexe Musik", die nicht dem damaligen K-Pop Modell entsprach. Ihren ersten Auftritt hatten sie 2002 vor einem kleinen Publikum im Vergnügungspark Everland. Ihr Debütalbum Map of the Human Soul erschien 2003 bei Woollim Entertainment, und mit der Veröffentlichung ihres zweiten Albums High Society (2004) begann der Erfolg.
Swan Songs sollte das letzte Album von Epik High sein, nachdem die beiden vorangegangenen Veröffentlichungen nicht gut gelaufen waren; es wurde jedoch ein Mainstream-Hit und machte sie zu einer der beliebtesten Hip-Hop Gruppen in Südkorea. Das Album war ein Chart-Erfolg und der Titelsong "Fly" erreichte Platz eins der nationalen Charts. "Fly" wurde auch in den Soundtracks von FIFA 07 und Pump It Up verwendet. Ein weiterer Titel des Albums, Paris mit Jisun von Loveholics, war ebenfalls ein Hit in Japan und Korea. Das Album wurde im folgenden Jahr unter dem Titel Black Swan Songs neu verpackt und enthielt Remixe mehrerer Titel.

### 2006–2009: Anhaltender Erfolg
Das vierte Album von Epik High, das ursprünglich im Oktober 2006 erscheinen sollte, wurde am 23. Januar 2007 veröffentlicht: Remapping the Human Soul. Die beiden beschwingten Leadsingles "Fan" und "Love Love Love" waren Hits, während der Rest des Albums düsterer war und verschiedene Themen wie Sexualverbrechen, Krieg, Religion und Bildung behandelte. Berichten zufolge wurde das Album vom Südkoreanischen Ministerium für Kultur und Tourismus aufgrund seines lyrischen und thematischen Inhalts zensiert. Trotzdem war es sowohl in Korea als auch in Japan ein kommerzieller Erfolg. Es verkaufte sich im Laufe des Jahres 120.301 Mal und war damit das drittbestverkaufte Album des Jahres 2007 in Südkorea. Während dieser Zeit sprach die Gruppe über ihre Philosophie "kein Genre, nur Musik" und drückte ihre Frustration über "enge", "veraltete und isolierte" Wahrnehmungen des Hip-Hop Genres aus.
Über 50.000 Exemplare ihres fünften Studioalbums mit dem Titel Pieces, Part One wurden vor dessen Veröffentlichung im April 2008 vorbestellt. Auf die Veröffentlichung des Albums folgten Musikvideos für die Singles "One", "Breakdown" und "Umbrella". Nach dem Erfolg des Albums veröffentlichten Epik High im Oktober die EP Lovescream, deren Titeltrack "1 Minute 1 Second" die Online-Musikcharts anführte. Anfang 2009 trennten sich Epik High von Woollim Entertainment und gründeten Map The Soul, ein unabhängiges Plattenlabel, das aus Epik High, MYK, Planet Shiver und Dok2 besteht. Sie veröffentlichten ihr siebtes Werk, ein "Buchalbum" mit dem Titel 魂: Map the Soul, am 27. März und vertrieben es exklusiv über die Website von Epik High. Tablo erklärte, dass 魂: Map the Soul" nicht das offizielle sechste Album der Gruppe ist, sondern ein spezielles Projekt.
Die Musikvideos zur Single "Map the Soul" wurden am 19. Mai in einer weltweiten und einer koreanischen Version veröffentlicht. Um ihre erste Veröffentlichung unter dem unabhängigen Label zu feiern, tourten Epik High durch Japan und traten im Melon Ax in Seoul mit Kero One und MYK auf. Im selben Monat traten sie auch in verschiedenen Städten in den USA auf (New York City, Los Angeles, San Francisco und Seattle), zusammen mit Dumbfoundead, Kero One, MYK und Far East Movement. Am 22. Juli nahmen Epik High und Map the Soul die Elektronikgruppe Planet Shiver unter Vertrag und veröffentlichten das Remix-Album Remixing The Human Soul.
Das sechste Album von Epik High, [e], wurde am 16. September mit der Titelsingle "Wannabe (따라해)" featuring Mellow veröffentlicht, einem elektronischen Popsong, der die K-Pop-Trends kritisiert. Das Studioalbum enthielt 30 Titel im 2-CD-Format. Auf die Veröffentlichung folgte eine Südkorea-Tour, die am 19. September begann.

### 2010–2012: Epilog, Militärdienst und Pause
Am 15. Oktober 2009, zwei Tage nach seiner Heirat, meldete sich DJ Tukutz für zwei Jahre zum obligatorischen Militärdienst. Er wurde im August 2011 entlassen.
Während DJ Tukutz einberufen wurde, wurde das siebte Studioalbum Epilogue von Epik High am 9. März 2010 unter Woollim Entertainment mit großem Erfolg in den Charts veröffentlicht.
Kurz nach der Veröffentlichung des Albums trat Mithra Jin auch in den obligatorischen Militärdienst ein und diente zwei Jahre lang, vom 3. August 2010 bis zum 14. Mai 2012. Er trat in die 102er-Reserve in Chuncheon ein und diente als Infanteriesoldat, Mitglied der Militärkapelle und GOP-Soldat, bevor er sich bei der Defense Media Agency (DEMA) niederließ.
Während der darauf folgenden zweijährigen Pause unterzeichnete Tablo (der kanadischer Staatsbürger ist und daher keinen Militärdienst ableisten musste) einen Vierjahresvertrag mit YG Entertainment und veröffentlichte am 1. November 2011 ein Soloalbum mit dem Titel Fever's End. Er gab jedoch an, dass Epik High sich nicht aufgelöst habe.

Im Juli 2012 wurde bestätigt, dass Epik High nach einer dreijährigen Pause ein Comeback als Gruppe unter YG Entertainment feiern würden. Am 9. Oktober veröffentlichte die Gruppe die Single "It's Cold" mit dem neu unter Vertrag genommenen Lee Hi und hatte damit Erfolg in den Charts. Am 19. Oktober veröffentlichten sie digital das Album 99 sowie die Musikvideos zu den Tracks "Up" (mit Park Bom) und "Don't Hate Me". Das Album wurde am 23. Oktober mit zwei zusätzlichen Tracks, die nicht in der digitalen Version enthalten waren, veröffentlicht.

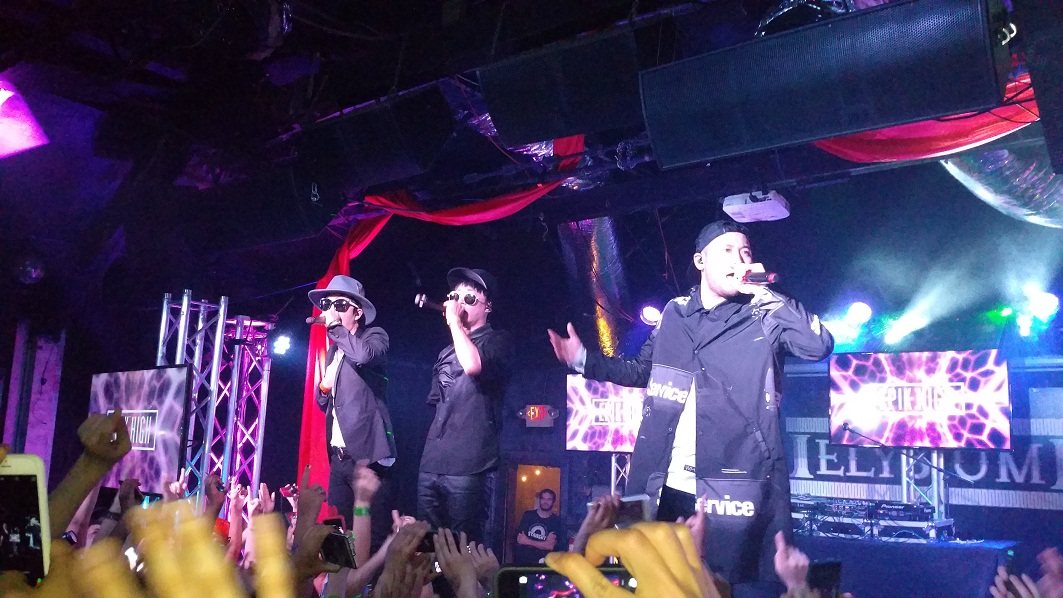
2015 K-Pop Night Out at SXSW
DJ Tukutz, Tablo, Mithra Jin

### 2013–2017: 10-jähriges Jubiläum und weltweite Anerkennung
Am 23. Oktober 2013 veröffentlichte Epik High die Single "420" mit Double K, Yankie, Dok2, Sean2Slow, Dumbfoundead, TopBob und MYK, um ihr zehnjähriges Jubiläum zu feiern.
Am 18. Mai 2014 veröffentlichten sie in Zusammenarbeit mit der chinesischen Sängerin Bibi Zhou die Single "With You", eine Neuaufnahme von "Fool" (ursprünglich mit Bumkey) aus ihrem vorherigen Album Epilogue. Am 18. Oktober veröffentlichte YG Entertainment das Musikvideo zum Vorab-Track "Born Hater", in dem eine Reihe bekannter Rapper zu sehen ist. Das achte Studioalbum von Epik High, Shoebox, wurde am 22. Oktober veröffentlicht und wurde von Kritikern für die Emotionen und den komplexen lyrischen Inhalt der Leadsingles "Happen Ending" und "Spoiler" sowie anderer Titel wie "Burj Khalifa" und "Amor Fati" gelobt.
Im April 2016 waren sie die zweiten koreanischen Künstler, die beim Coachella-Musikfestival auftraten, wo ihr Auftritt vom Publikum gut aufgenommen wurde.
Am 23. Oktober 2017 veröffentlichten sie We've Done Something Wonderful, ihr neuntes Studioalbum.

### Ab 2018: Trennung von YG Entertainment und neue Werke
Am 3. Oktober 2018 verließ Epik High nach sechs Jahren YG Entertainment. Am 19. Februar 2019 unterzeichneten Epik High bei William Morris Endeavor. Epik High veröffentlichten ihre zweite EP, Sleepless in, am 11. März. Die EP erreichte Platz 8 in den Gaon Album Charts und Platz 6 in den Billboard US World Album Charts.
Am 22. Oktober 2020 veröffentlichte die Band ein neues Video, in dem sie ihr zehntes Album für Januar 2021 ankündigte.
Am 28. Dezember 2020 gab Tablo bekannt, dass die Gruppe Teil 1 ihres zehnten Albums Epik High Is Here am 18. Januar 2021 veröffentlichen würde. Die erste Single des Albums, "Rosario", hatte Features von CL und Zico.
Am 29. Juni 2021 veröffentlichte Epik High die neue Single "Rain Song" mit Colde.
Am 25. Oktober 2021 veröffentlichte Epik High die neue Single "Face ID", auf der Sik-K, Justhis und Giriboy zu hören sind. Die Single dient als Vorabveröffentlichung für den zweiten Teil von Epik High Is Here.

## Diskografie

### Studioalben
| Jahr | Titel                          | Höchstplatzierung, Gesamtwochen, AuszeichnungChartsChartplatzierungen (Jahr, Titel, Platzierungen, Wochen, Auszeichnungen, Anmerkungen) | Anmerkungen                                                         |
| Jahr | Titel                          | KR | Anmerkungen                                                         |
| ---- | ------------------------------ | --- | ------------------------------------------------------------------- |
| 2003 | Map of the Human Soul          | — | Erstveröffentlichung: 21. Oktober 2003                              |
| 2004 | High Society                   | — | Erstveröffentlichung: 25. Juli 2004                                 |
| 2005 | Swan Songs                     | KR44 (1 Wo.)KR | Erstveröffentlichung: 4. Oktober 2005 Chartplatzierungen ab 2010    |
| 2007 | Remapping the Human Soul       | KR39 (1 Wo.)KR | Erstveröffentlichung: 23. Januar 2007 Chartplatzierungen ab 2010    |
| 2008 | Pieces, Part One               | KR39 (2 Wo.)KR | Erstveröffentlichung: 17. April 2008 Chartplatzierungen ab 2010     |
| 2009 | [e]                            | KR24 (3 Wo.)KR | Erstveröffentlichung: 16. September 2009 Chartplatzierungen ab 2010 |
| 2012 | 99                             | KR2 (11 Wo.)KR | Erstveröffentlichung: 19. Oktober 2012                              |
| 2014 | Shoebox                        | KR3 (31 Wo.)KR | Erstveröffentlichung: 21. Oktober 2014                              |
| 2017 | We’ve Done Something Wonderful | KR6 (9 Wo.)KR | Erstveröffentlichung: 23. Oktober 2017                              |
| 2021 | Epik High Is Here              | KR7 (3 Wo.)KR | Erstveröffentlichung: 18. Januar 2021 Part 1                        |
| 2022 | Epik High Is Here              | KR17 (1 Wo.)KR | Erstveröffentlichung: 14. Februar 2022 Part 2                       |
| 2024 | Pump Collector’s Edition       | KR29 (1 Wo.)KR | Erstveröffentlichung: 18. Oktober 2024                              |

grau schraffiert: keine Chartdaten aus diesem Jahr verfügbar

### Kompilation
| Jahr | Titel                                        | Höchstplatzierung, Gesamtwochen, AuszeichnungChartsChartplatzierungen (Jahr, Titel, Platzierungen, Wochen, Auszeichnungen, Anmerkungen) | Anmerkungen                        |
| Jahr | Titel                                        | KR | Anmerkungen                        |
| ---- | -------------------------------------------- | --- | ---------------------------------- |
| 2016 | The Best of Epik High ~ Show Must Go On & On | — | Erstveröffentlichung: 8. Juni 2016 |

### Remixalben
| Jahr | Titel                   | Höchstplatzierung, Gesamtwochen, AuszeichnungChartsChartplatzierungen (Jahr, Titel, Platzierungen, Wochen, Auszeichnungen, Anmerkungen) | Anmerkungen                         |
| Jahr | Titel                   | KR | Anmerkungen                         |
| ---- | ----------------------- | --- | ----------------------------------- |
| 2009 | Remixing the Human Soul | — | Erstveröffentlichung: 22. Juli 2009 |

grau schraffiert: keine Chartdaten aus diesem Jahr verfügbar

### Mixtapes
| Jahr | Titel | Höchstplatzierung, Gesamtwochen, AuszeichnungChartsChartplatzierungen (Jahr, Titel, Platzierungen, Wochen, Auszeichnungen, Anmerkungen) | Anmerkungen                         |
| Jahr | Titel | KR | Anmerkungen                         |
| ---- | ----- | --- | ----------------------------------- |
| 2024 | Pump  | KR29 (1 Wo.)KR | Erstveröffentlichung: 20. Juni 2024 |

### EPs
| Jahr | Titel        | Höchstplatzierung, Gesamtwochen, AuszeichnungChartsChartplatzierungen (Jahr, Titel, Platzierungen, Wochen, Auszeichnungen, Anmerkungen) | Anmerkungen                                                         |
| Jahr | Titel        | KR | Anmerkungen                                                         |
| ---- | ------------ | --- | ------------------------------------------------------------------- |
| 2008 | Lovescream   | KR28 (3 Wo.)KR | Erstveröffentlichung: 30. September 2008 Chartplatzierungen ab 2010 |
| 2019 | Sleepless in | KR8 (5 Wo.)KR | Erstveröffentlichung: 11. März 2019                                 |
| 2023 | Strawberry   | KR33 (1 Wo.)KR | Erstveröffentlichung: 1. Februar 2023                               |
| 2023 | Screen Time  | KR31 (1 Wo.)KR | Erstveröffentlichung: 1. November 2023                              |

### Weitere Alben
| Jahr | Titel        | Höchstplatzierung, Gesamtwochen, AuszeichnungChartsChartplatzierungen (Jahr, Titel, Platzierungen, Wochen, Auszeichnungen, Anmerkungen) | Anmerkungen                         |
| Jahr | Titel        | KR | Anmerkungen                         |
| ---- | ------------ | --- | ----------------------------------- |
| 2009 | Map the Soul | — | Erstveröffentlichung: 27. März 2009 |
| 2010 | Epilogue     | KR1 (11 Wo.)KR | Erstveröffentlichung: 9. März 2010  |

grau schraffiert: keine Chartdaten aus diesem Jahr verfügbar

### Singles
| Jahr | Titel Album                                                         | Höchstplatzierung, Gesamtwochen, AuszeichnungChartsChartplatzierungen (Jahr, Titel, Album, Platzierungen, Wochen, Auszeichnungen, Anmerkungen) | Anmerkungen                                                    |
| Jahr | Titel Album                                                         | KR | Anmerkungen                                                    |
| ---- | ------------------------------------------------------------------- | --- | -------------------------------------------------------------- |
| 2003 | I Remember Map of the Human Soul                                    | — | Erstveröffentlichung: 2003                                     |
| 2004 | Day of Peace High Society                                           | — | Erstveröffentlichung: 2004                                     |
| 2004 | Even Alone (혼자라도) High Society                                  | — | Erstveröffentlichung: 26. November 2013 feat. Clazziquai       |
| 2005 | Fly Swan Songs                                                      | — | Erstveröffentlichung: 2005 feat. Amin. J von Soulciety         |
| 2005 | Paris Swan Songs                                                    | — | Erstveröffentlichung: 2005 feat. Jisun von Loveholic           |
| 2007 | Fan Remapping the Human Soul                                        | — | Erstveröffentlichung: 23. Januar 2007                          |
| 2007 | Love Love Love Remapping the Human Soul                             | — | Erstveröffentlichung: 2007 feat. Lee Yoong-jin                 |
| 2008 | One Pieces, Part One                                                | — | Erstveröffentlichung: 2008 feat. Ji Sun                        |
| 2008 | Umbrella Pieces, Part One                                           | — | Erstveröffentlichung: 2008 feat. Younha                        |
| 2008 | 1 Minute 1 Second Lovescream                                        | — | Erstveröffentlichung: 2008                                     |
| 2009 | Wannabe [e]                                                         | — | Erstveröffentlichung: 2009 feat. Mellow                        |
| 2012 | It’s Cold (춥다) 99                                                 | KR1 (12 Wo.)KR | Erstveröffentlichung: 2012 feat. Lee Hi                        |
| 2012 | Up 99                                                               | KR6 (8 Wo.)KR | Erstveröffentlichung: 2012 feat. Park Bom von 2NE1             |
| 2012 | Don’t Hate Me 99                                                    | KR11 (9 Wo.)KR | Erstveröffentlichung: 2012                                     |
| 2013 | 420 –                                                               | — | Erstveröffentlichung: 2013                                     |
| 2014 | Born Hater Shoebox                                                  | KR32 (13 Wo.)KR | Erstveröffentlichung: 18. Oktober 2014                         |
| 2014 | Spoiler (스포일러) Shoebox                                          | KR4 (8 Wo.)KR | Erstveröffentlichung: 2014                                     |
| 2014 | Happen Ending Shoebox                                               | KR1 (21 Wo.)KR | Erstveröffentlichung: 2014 feat. Cho Won-sun von Rollercoaster |
| 2017 | Love Story (연애소설) We’ve Done Something Wonderful                | KR1 (26 Wo.)KR | Erstveröffentlichung: 18. Oktober 2017 feat. IU                |
| 2017 | Home Is Far Away (빈차) We’ve Done Something Wonderful              | KR2 (17 Wo.)KR | Erstveröffentlichung: 2017 feat. Oh Hyuk                       |
| 2019 | Lovedrunk (술이 달다) Sleepless in __________                       | KR1 (17 Wo.)KR | Erstveröffentlichung: 2019 feat. Crush                         |
| 2021 | Rosario Epik High Is Here 上 (Part 1)                               | KR11 (3 Wo.)KR | Erstveröffentlichung: 2021 feat. CL & Zico                     |
| 2021 | Based on a True Story (내 얘기 같아) Epik High Is Here 上 (Part 1)  | KR12 (2 Wo.)KR | Erstveröffentlichung: 2021 feat. Heize                         |
| 2021 | Rain Song (비 오는 날 듣기 좋은 노래) Epik High Is Here 下 (Part 2) | KR23 (18 Wo.)KR | Erstveröffentlichung: 2021 feat. Colde                         |
| 2021 | Face ID Epik High Is Here 下 (Part 2)                               | KR112 (1 Wo.)KR | Erstveröffentlichung: 2021 feat. Sik-K, Justhis & Giriboy      |
| 2022 | Gray So Gray (그래서 그래) Epik High Is Here 下 (Part 2)            | KR24 (6 Wo.)KR | Erstveröffentlichung: 2022 feat. Younha                        |
| 2023 | Catch Strawberry                                                    | KR124 (2 Wo.)KR | Erstveröffentlichung: 30. Januar 2023 feat. Hwasa              |
| 2023 | Screen Time                                                         | KR129 (3 Wo.)KR | Erstveröffentlichung: 25. Oktober 2023 feat. Hoshi             |

grau schraffiert: keine Chartdaten aus diesem Jahr verfügbar